# Jean Jensen
Jean Annabel Jensen (* 12. Februar 1935 in London als Jean Botham; † 30. Juni 2021 in Penticton, Kanada) war eine britische Schwimmerin.

## Karriere
Jean Jensen wuchs in London auf, wo ihr Vater Geschäftsführer der Schwimmbäder in Leyton war. Als dieser eine ähnliche Arbeitsstelle in Manchester antrat, zog sie mit ihrer Familie in den Norden. Dort trat dem South Manchester Swimming Club bei, wo sie von ihrem Vater trainiert wurde. 1950 wurde sie Juniorenmeisterin über 100 Yards Freistil und konnte zwei Jahre später bei den Seniorinnen den zweiten Platz über 220 Yards Freistil sowie den dritten Platz über 100 Yards Freistil belegen. Im darauffolgenden Jahr gewann Jensen über 110 Yards Freistil den ersten ihrer drei nationalen Meistertiteln. 1954 verteidigte sie diesen und krönte sich auch über 220 Yards Freistil zur Meisterin. Zudem wurde sie Zweite über 440 Yards Freistil und stellte in Blackpool einen englischen 110-Yards-Rekord mit einer Zeit von 1:09,4 Minuten auf.
Auf internationaler Ebene startete Jensen unter anderem bei den Olympischen Spielen 1952 in Helsinki. Im Wettkampf über 100 m Freistil belegte sie den 21. Platz und schwamm im 4 × 100-m-Freistilstaffelwettkampf mit der britischen Auswahl auf Rang fünf.
Zwei Jahre später startete sie bei den Europameisterschaften in Turin und konnte bei den British Empire and Commonwealth Games in Vancouver Bronze mit der 4-mal-110-Yards-Staffel gewinnen.
Ihr Bruder Roy Botham war ebenfalls Schwimmer und nahm an zwei Olympischen Spielen teil. 1958 emigrierte sie nach Kanada, wo sie 2021 verstarb. Sie hatte vier Söhne.